# ردیابی چشم

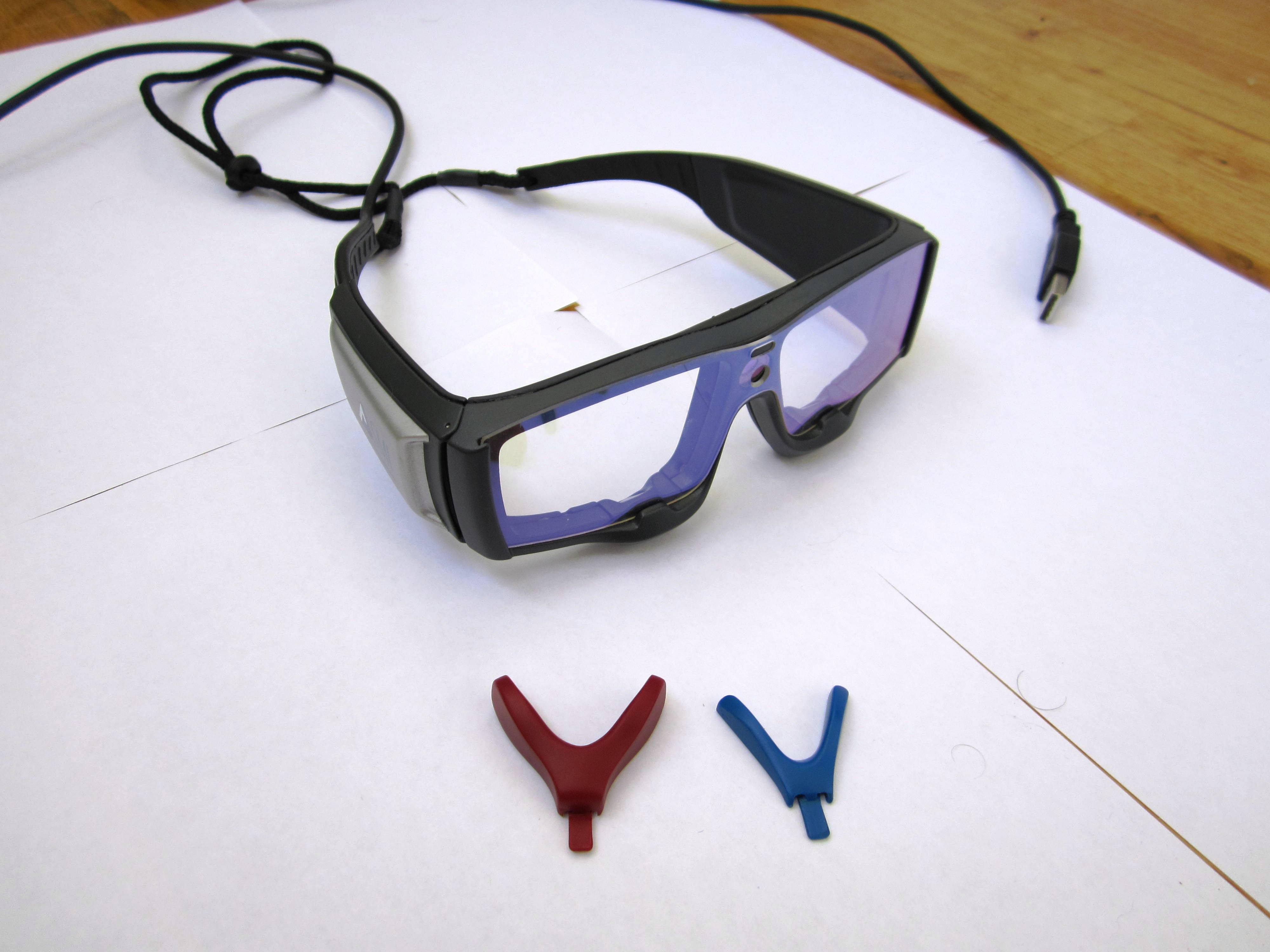
نمونه‌ای از دستگاه ردیاب چشم

ردیابی چشم، (به انگلیسی: Eye tracking) شامل فرایند محاسبهٔ نقطه‌ای که چشم به آن خیره شده و همچنین محاسبهٔ حرکات چشم می‌باشد. به زبان ساده‌تر، فرایند اندازه‌گیری فعالیت‌های چشم است.
این فرایند با استفاده از دستگاه ردیاب چشم (eye tracker) ممکن می‌شود بدین ترتیب که دستگاه قادر است مشخص کند که تمرکز چشم شما دقیقاً روی کدام نقطه است یا چه میزان چشم شما از نقطه‌ای به نقطهٔ دیگر حرکت می‌کند.
این دانسته‌ها می‌تواند هوشیاری، میزان توجه، تمرکز، خواب‌آلودگی و بسیاری دیگر از حالات ذهنی را مشخص کند.
به کمک این داده‌ها می‌توان به‌طور مثال، بینش بهتری نسبت به رفتار مشتریان از طریق میزان توجه آن‌ها به اقلام مختلف به‌دست‌آورد یا در طراحی واسط‌های کاربری از این داده‌ها کمک جست.
همچنین، این فناوری می‌تواند ابزاری کارامد فراهم آورد تا افراد با محدودیت‌های جسمی و ذهنی تعامل آسان‌تری با محیط داشته باشند.
نسل‌های مختلف ردیاب چشم از فناوری‌های مختلفی استفاده می‌کنند اما نمونه‌های امروزی آن به‌لحاظ سخت‌افزاری شامل یک دوربین و یک فراتاب (پروژکتور) می‌باشد.
پروژکتور کوچکی نورمادون قرمز را به چشم می‌تاباند. دوربین، در بازه‌های زمانی کوتاه از چشم عکس می‌گیرد و با پردازش آن تصاویر، جزئیاتی از بازتاب نور از چشم به‌دست می‌آید. به کمک این داده‌ها و الگوریتم‌های ریاضی، نقطه‌ای که بیننده در هر لحظه به آن می‌نگرد محاسبه می‌شود.
انواع مختلفی از ردیاب چشم برای کاربردهای مختلف وجود دارد. به‌طور مثال نمونه‌های رومیزی که به‌وسیلهٔ آن‌ها مطالعهٔ حرکات و رفتار کاربر در هنگام هر نوع فعالیت با رایانه ممکن می‌شود. نمونهٔ دیگر به صورت عینک می‌باشد که در این حالت کاربر دیگر محدود به یک صفحه نمایشگر نیست و آزادانه می‌تواند حرکت کند مادامی‌که حرکات چشم وی ضبط می‌شود.
از تولیدکنندگان ردیاب‌های چشمی می‌توان از شرکت اس ام آی (SMI) و شرکت توبی (Tobii) نام برد.

## نگارخانه

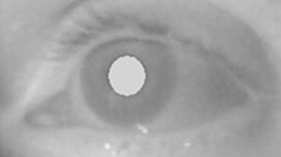
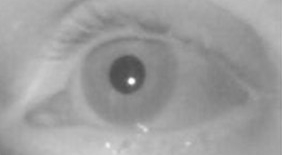
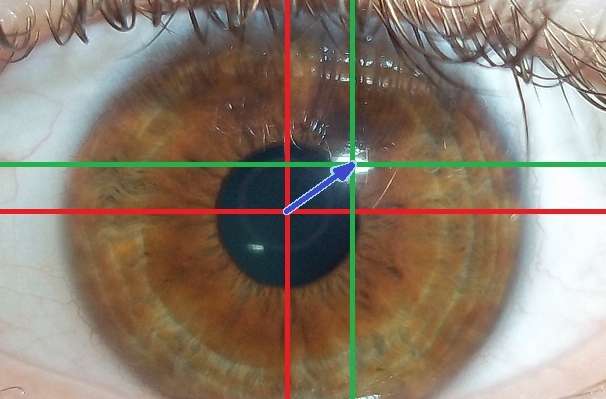